# Welcome to the Game
Welcome to the Game é um jogo eletrônico de terror criado e publicado pela empresa Reflect Studios, famosa por desenvolver anteriormente Rides with Strangers. Foi lançado em 15 de junho de 2016 no Steam, recebeu DLC mais de um ano e uma sequência quase dois anos posteriormente.

## Jogabilidade
Ao iniciar o jogo, o protagonista recebe uma chamada de seu amigo online, Adam, que explica os passos a seguir e obstáculos que deve enfrentar ao acessar a Deep Web através do navegador A.N.N (Anonymous Node Network). Lá, ele descobre uma lista de sites para navegar em busca da Sala Vermelha, um serviço que transmite tortura real ao vivo cuja entrada fica viabilizada apenas por 30 dias, dando ao jogador um período limitado de tempo para concluir seu objetivo. Alguns sites escondem um pequeno código chamado "chaves" que, uma vez reunidas (de preferência por meio de notas), formarão o link da Sala Vermelha, portanto o jogador deverá encontrar um total de 8 códigos ocultos pela página da Deep Web.
Enquanto isso, seu computador é constantemente hackeado, que pode ser bloqueado completando certos minijogos em um determinado período de tempo. Ele também pode desabilitar temporariamente todas as tentativas de hacking, redefinindo seu IP com o modem, embora esse longo procedimento deixe o jogador vulnerável. Quanto mais o jogador vai navegando pela rede, maior o risco de sequestradores rastreá-lo e invadir sua residência. Os sequestradores só podem ser evitados se o jogador desligar as luzes, cujo interruptor se localiza atrás dele, permanecendo imóvel e calado por um tempo. A presença dele pode ser percebida por batidas de fundo, rangidos ou sinais de localização sendo ativados em seu computador, como uma seta branca de GPS ao lado de seu indicador Wi-Fi. Adam também menciona um serial-killer apelidado The Breather que possui o hábito de fazer ligações, na maioria das vezes, respirações ofegantes que, consequentemente, insistirá em invadir pela porta da sala de estar do protagonista, forçando-o a segurar a maçaneta e impedir que ele entre.

## Recepção
Foi afirmado por centenas de análises do Steam que Welcome to the Game é muito bem recebido e caracterizado como um jogo de puzzles/terror único bem inovador que prende o jogador numa cena de tensão. No entanto, as críticas comuns ao jogo incluem os casos dos ataques de hackers irritantemente frequentes e a mecânica extremamente difícil dos antagonistas e cenas entediantes devido à ausência de conteúdo e o carregamento da página lento bem como o final do jogo sem a configuração de brilho ativada. No entanto, esses problemas foram mais ou menos corrigidos graças à atualização 2.0.